# اشغال وراکروس
اشغال وراکروس (انگلیسی: United States occupation of Veracruz) توسط نیروهای ایالات متحده آمریکا با شروع نبرد وراکروس به مدت هفت ماه به طول انجامید.
این جنگ پاسخ به کدورتی بود که پس از انقلاب مکزیک میان ایالات متحده و مکزیک به وجود آمده بود.

## پیش زمینه
موضوع از این قرار بود که عده‌ای از ملوانان آمریکایی بدون اجازه دولت مکزیک، وارد شهر تامپیکو شدند که توسط نیروهای مکزیک بازداشت شدند.
در پی این ماجرا فرمانده نیروی دریایی ایالات متحده آمریکا، فرانک اف فلچر، عذرخواهی خود را ارسال کرده و خواستار آزادی ملوانان شد؛ که کشور مکزیک به آن توجهی نکرد؛ و از آن سو ویکتوریانو اوارتا رئیس‌جمهور مکزیک با امپراطوری آلمان دست دوستی داده بود؛ و همه این‌ها زمینه حمله را فراهم می‌کرد.